# 松前修廣
松前修廣（日语：〔〕／ Matsumae Nagahiro，1865年11月2日—1905年3月26日），日本江戶時代末期大名，松前藩第14代及最後一代藩主。明治維新後敘從四位子爵。
松前修廣原名松前兼廣，是第13代藩主松前德廣的長子，出生在江戶。1868年（明治元年）箱館戰爭爆發，他與父親一同逃往弘前藩的津輕。不久父親去世，他於翌年繼承家督之位。他派藩兵協助新政府軍奪回松前藩的居城福山城（松前城）。版籍奉還後，松前藩更名為館藩，他被任命為藩知事。因戊辰戰爭中的軍功，被賜予賞典祿2萬石，其石高達到了3萬石。1871年改名修廣，同年廢藩置縣，被免去藩知事之職。1884年敘子爵。
| 松前修廣        |                                     |                 |
| 官衔            |                                     |                 |
| 前任： 松前德廣 | 松前藩第十四代藩主 1869年—1871年    | 廢藩置縣        |
| 貴族爵位和頭銜  |                                     |                 |
| 前任： 松前德廣 | 松前氏第十四代當主 1869年—1905年    | 繼任： 松前勝廣 |
| 新頭銜          | 松前家子爵 （第一代） 1884年—1905年 | 繼任： 松前勝廣 |